# Calathea lancifolia
Espèce
Classification phylogénétique
Calathea lancifolia est une espèce de plantes à fleurs du genre Calathea et de la famille des Marantacées. C'est une plante herbacée originaire du Brésil aux alentours de Rio de Janeiro.
Elle aurait en français le nom de « Plante Paon » ; nom qui serait également donné à Calathea crocata.
Exigeant pour vivre une température minimum de 16 °C (61 °F), le Calathea lancifolia est communément utilisé comme plante d’intérieur dans les climats tempérés. Son feuillage abondant au dessin caractéristique alternant le vert foncé, le vert clair, rehaussés en contraste par le dessous rouge de la feuille en font une plante fortement appréciée en décoration.
Elle se développe librement dans les jardins en zones tropicales.
Une première description en anglais de cette plante est faite sous le nom de  Maranta insignis en 1902, en page 63 du volume 32 (série 3) de “The Gardener’s Chronicle”. Le “Floral Committee” de la “Royal Horticultural Society”, sous la présidence de Mr. W. E. Marshall accorde un prix du mérite à Maranta insignis de Messieurs Bull & Sons.
En 1905, elle figure au Catalogue du pépiniériste William Bull sous le nom illégitime de Calathea insignis W.Bull. (Catalogue of New Beautiful and Rare Plants offered by William Bull. London 1905).
Puis elle est mentionnée en 1908 en page 63 du volume 44 (série 3) de “The Gardener’s Chronicle””. Une description plus précise en anglais en est donnée.
Enfin, en 1955, le botaniste Boom fixe le nom actuel de Calathea lancifolia dans la publication “Acta Botanica Neerlandica” 4(2), en page 169.

## Caractéristiques
Calathea lancifolia présente un port en touffe.
De longs pétioles (25cm) portent des feuilles dressées, lancéolées, à bord ondulé, mesurant jusqu’à 45 cm de long, de couleur vert clair, marquées de taches vert sombre de chaque côté de la nervure centrale et se parant de pourpre foncé au revers.
Les fleurs, rares en culture, forment des épis dressés de 5 à 10 cm de long.

## Synonymes
- Calathea insignis W.Bull (1905), nom. illeg.
- Goeppertia lancifolia (Boom) Borchs. & S.Suárez (2012), unplaced name
- Maranta insignis W.Bull ex W.E.Marshall, (1902)